# 汪中

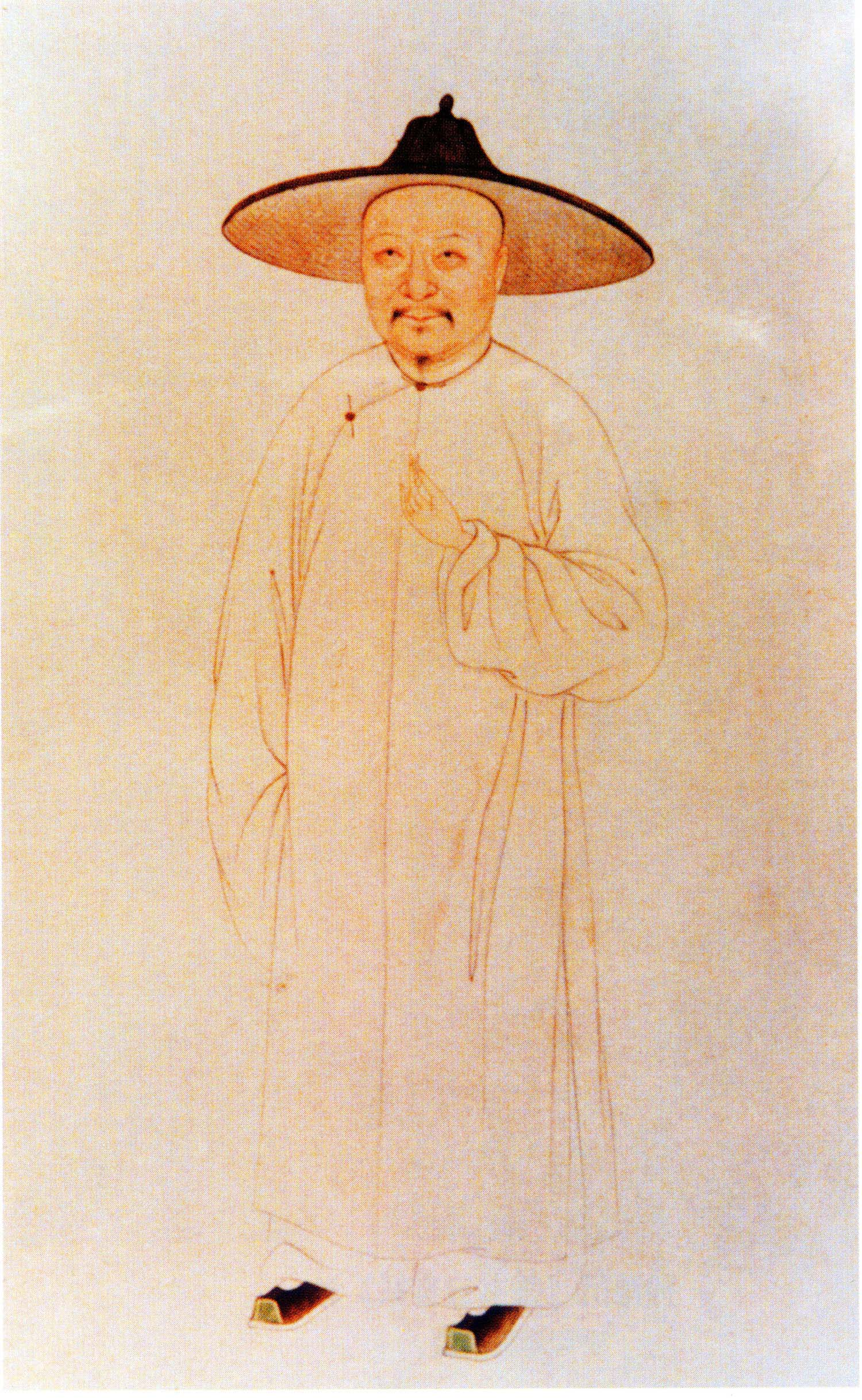
《清代学者象传》第一集之汪中像

汪中（1745年—1794年），原名秉中，字容甫，号颂父，江苏扬州人。清代学者。与阮元、焦循同为扬州学派的代表人物。

## 生平
七岁丧父，家贫，由其母邹維貞授《小学》、《四书》。十四歲入书店当学徒，遍览经史百家，故扬州民间云“无书不读是汪中”，工駢文，特出於當世，二十七歲時作《哀鹽船文》，描寫揚州江面鹽船失火，為杭世駿所歎賞，評為“驚心動魄，一字千金”。清乾隆二十八年（1763年），以《射雁赋》应试，列扬州府第一名，补诸生。乾隆三十三年（1768年），乡试落第，遂不复应试，专心治学。
汪中早年家貧，營養失調，又過於一生操勞，以致於聞更鼓雞犬聲，心跳加速，夜不成寐。自称与劉孝標有四同五异，一生“未嘗有生人之樂”。他为冯廷丞作碑铭時，一再稱自己“恐朝露有期”、“衰疾余生”。汪中侍母至孝，其妻孙氏，工诗，惜不為婆婆所喜，最後汪氏出妻，招致不少指责。汪中尝言，“平生有三憾：一憾造物生人必饮食而始生，生不百年而即死；一憾生无两翼可飞踏九霄，足不四蹄可徒走千里；一憾古人但著述流传，不能以精灵晤对”。
乾隆四十二年（1777年），举为拔贡生，历为太平知府沈业富、宁绍台道冯廷丞、安徽学政朱筠管书记。乾隆四十八年（1783年），在南京协助编纂《南巡盛典》。晚年，为盐政全德鑑别書畫，聊保生计。乾隆五十五年（1790年），应聘至镇江文宗阁检校《四库全书》，乾隆五十九年（1794年），扶病前往杭州文澜阁检校《四库全书》；是年冬，積勞成疾，卒于西湖葛岭园僧舍。
汪中的治學觀點主要受顧炎武影響，除治經的考證方法外，特強調其學須用之於改善社會之弊上。例如，汪中提議造「貞苦堂」來撫養寡婦。又如汪中幼年喪父，全賴母親撫育，或因此經歷而批判方苞的「婦人無主」之見。汪中研究墨子，他将墨子与孔子平视，认为“孔子鲁之大夫也，而墨子宋之大夫也，其位相埒”。著有《述學》内外篇、《春秋述义》、《春秋后传》、《广陵通典》、《荀卿子通传》、《小学》等。王引之《汪中行狀》總評說:“陶冶漢魏，不沿歐、曾、王、蘇之派，而取則於古，故卓然成一家言。”汪中的骈文多取材现实，情感發自肺腑，艺术上能“状难写之情，含不尽之意”，风格遒丽富艶，是為淸代駢文之冠冕。

## 軼事
- 汪中恃才傲物，就讀安定书院時期，每有山长新至，就拿出書本來刁難長官，“或不能对，即大笑出。”[12]蒋士铨、孙志祖都曾遭受汪中的刁難，恨之入骨。[12]汪中屡次批评章学诚，故章氏称汪中“聪明有余，识力不足”，甚至说他“恬不知耻”。[13]
- 汪中“生平多諧謔，淩轢時輩，人以故短之”，[14]曾戲稱：“扬州一府，‘通者’三人，‘不通者’三人。”有人问他“通者”哪三人？“不通者”又是哪三人？他说：“通者是我自己和王念孙、刘台拱三人；不通者是程晋芳、任大椿、顾九苞三人。”[15][16]有人勸他少罵人，他说自己骂的都是有本事之人，像方苞、袁枚这种人，他还懒得骂。[17]
- 汪中有一次与洪亮吉在船上论学，争辩汉學、宋學，其辯才不及亮吉，竟惱羞成怒，将洪推下江去，幸被舟船救起。[18]